# Гвоздев, Алексей Юрьевич
Алексе́й Ю́рьевич Гво́здев (род. 1960, Советская Гавань, Хабаровский край, РСФСР, СССР) — советский и российский музыкальный педагог. Создатель и бессменный руководитель детской кантри- и блюграсс-группы «Весёлый дилижанс» (с 1988).

## Биография
Алексей Гвоздев родился в 1960 году в Советской Гавани Хабаровского края.
В 1988 году, будучи преподавателем гитары детской музыкальной школы № 1 города Обнинска, создал из своих учеников детскую кантри-группу «Весёлый дилижанс». В настоящее время в группе играет четвёртый состав юных музыкантов.
Занимается с группой ежедневно с 5 до, обычно, 10 вечера, делая перерывы на чаепитие, просмотр кинофильмов и т. п. Если в первые составы «Весёлого дилижанса» Гвоздев отбирал участников, прежде всего, по совместимости, то впоследствии стал отдавать предпочтение таланту, ссылаясь на то, что «современный шоу-бизнес диктует свои условия, сложился рынок детских фестивалей, конкурсов, на которые нужно представлять готовый коммерческий продукт».
В 1990-е годы отказался от эмиграции:
Мне настоятельно предлагали работу в США и в Швеции, но я отказался. Здесь я уникальный специалист, учу детей играть в стиле блюграсс, популярном в Америке. Здесь у детей есть масса стимулов заниматься, в том числе — возможность зарубежных гастролей. А разве увлечешь этим американского ребёнка? Затем, там, например в Нэшвилле, столице американской народной музыки, чтобы добраться от дома до работы, надо потратить не менее двух часов езды на автомобиле, а в Обнинске я иду всего пять минут пешком — тоже немаловажный плюс. Кроме того, у меня здесь созданы отличные условия для работы, там такого нет. К тому же я не вижу особой радости в глазах тех, кто там остался, я имею в виду своих воспитанников. Разве что только Илье Тошинскому удалось в Штатах найти применение своему таланту.
Собственных детей у Алексея Гвоздева нет.

## Известные ученики
- Илья Тошинский — один из лучших сессионных музыкантов мира, занимающий в американском профессиональном рейтинге — списке «А!» первое место как банджист и второе место как гитарист[3][4]. Участник второго состава «Весёлого дилижанса» и группы Bering Strait.

### Интервью
- Соколов Валерий. На весёлом дилижансе // Калининградская правда. — № 6 (17282). — 22 января 2008 года.
- Петров Егор. «Весёлый дилижанс»: всегда в движении (недоступная ссылка) // Мой город. — 2010.
- Многодетный музыкант: Интервью Алексея Гвоздева // Новая среда +. — 9 июня 2010 года.
- Собачкин Алексей. Уехать нельзя остаться (недоступная ссылка) // Новая среда +.

### Статьи
- Горбатов Андрей. «Дилижанс» в пути // Культура. — 1994.
- Килькин У. Счастливого пути, «Весёлый дилижанс»! // Трамвай. — № 91.
- Продавец музыкантов: Интервью Андрея Горбатова // Ervin.ru. — 16 октября 2007 года.
- Белич Рената. Фpaнкeнштейн пoзнакомился c «Весёлым дилижанcoм» // Вы и мы. — 9 апреля 2010 года.
- Коротков Сергей. «Шизгара» и «Камтугеза» по-обнински (окончание) // Обнинск. Ru.

## Фильмография
- «Весёлый дилижанс» (2000), режиссёр Татьяна Гладкая